# Emil Wiesel
Emil Oskarovich Wiesel, ou apenas Emil Wiesel (São Petersburgo, 1 de março de 1866 - Leningrado, 2 de maio de 1943) foi um pintor, curador de museu e membro da Academia de Artes da Rússia russo. Trabalhou como conselheiro de diversas exposições e museus e durante a época soviética era especialista em arte russa e ocidental.

## Biografia
Emil nasceu em São Petersburgo, em 1866, filho de Oskar Borisovich Wiesel, funcionário do Ministério das Finanças russo e pessoa de confiança da família real, tendo viajado pela Europa em assuntos de Estado. Sua mãe era Marie Christine de Pointin, cuja família era da região da Picardia, mas nasceu em Varsóvia durante o exílio do rei Luís XVIII. Seu irmão Oscar Wiesel foi diplomata na Suíça e depois cônsul-geral da Rússia na Itália.
Estudou matemática e físcia na Universidade Estatal de São Petersburgo, mas seu interesse pela pintura e desenho o levaram a ter aulas de arte com uma sociedade de artistas imperiais que se reuniam na faculdade. Estudou em Munique com Alexander von Wagner em seu estúdio, onde aperfeiçoou seu desenho.
Junto do amigo e também artista, Ivan Endogurov, ele se mudou para Paris, onde foi admitido como aprendiz no estúdio de Fernand Cormon, bastante famoso neste período, onde vários artistas e acadêmicos estudavam o impressionismo. Suas aulas eram frequentadas por pessoas ilustres, como Henri de Toulouse-Lautrec e Vincent van Gogh. Foi nas aulas de Cormon que Emil aprendeu novos métodos que se tornaram a base para sua técnica impressionista no que se referia ao uso de luz e sombra. Nesta época, Emil também estudou na Académie Colarossi.

## Cerco de Leningrado
Durante o período stalinista, Emil Wiesel, sua esposa, seu filho Oscar Wiesel, que era linguista e professor em Leningrado, junto de sua nora e o neto, Andrey Wiesel, se refugiaram no Cazaquistão, em uma vila chamada Chelkar. Apesar da dificuldade financeira e das duras condições da vila, Emil não parou de produzir paisagens e retratos da região. Junto da esposa, Emil conseguiu voltar para a Rússia depois de dois anos no exílio graças a um amigo da família, chamado Vladimir Sofronitsky. Um ano depois, seu filho, a esposa e o filho também conseguiram retornar. Como não podiam morar nem em Moscou, nem em Leningrado, Oscar e a família foram para Cazã, onde havia uma universidade e uma vida artística vibrante e adequada para uma família de pintores e onde Oscar pode encontrar um emprego.

## Morte
Emil Wiesel morreu em 2 de maio de 1943, em Leningrado, aos 77 anos.

## Galeria

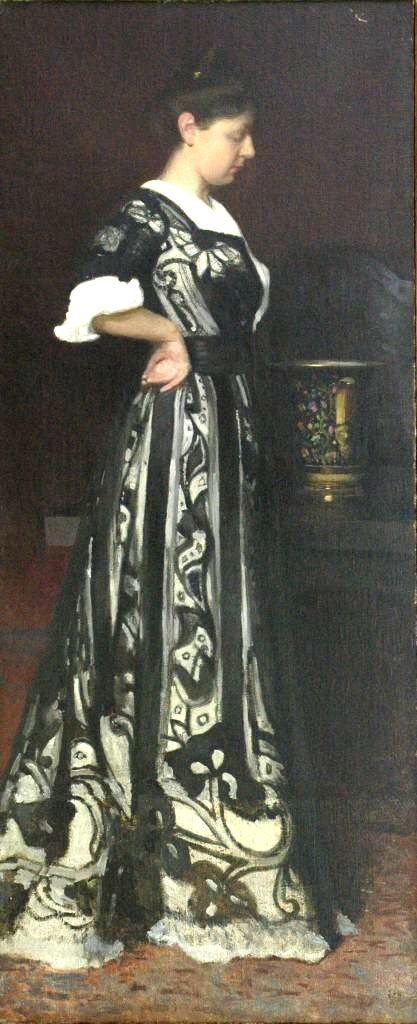
Esposa de Emil, Alexandra
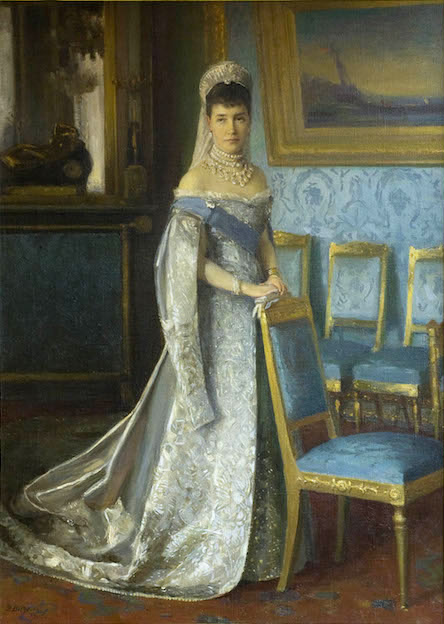
Maria Feodorovna (Dagmar da Dinamarca). 1905.
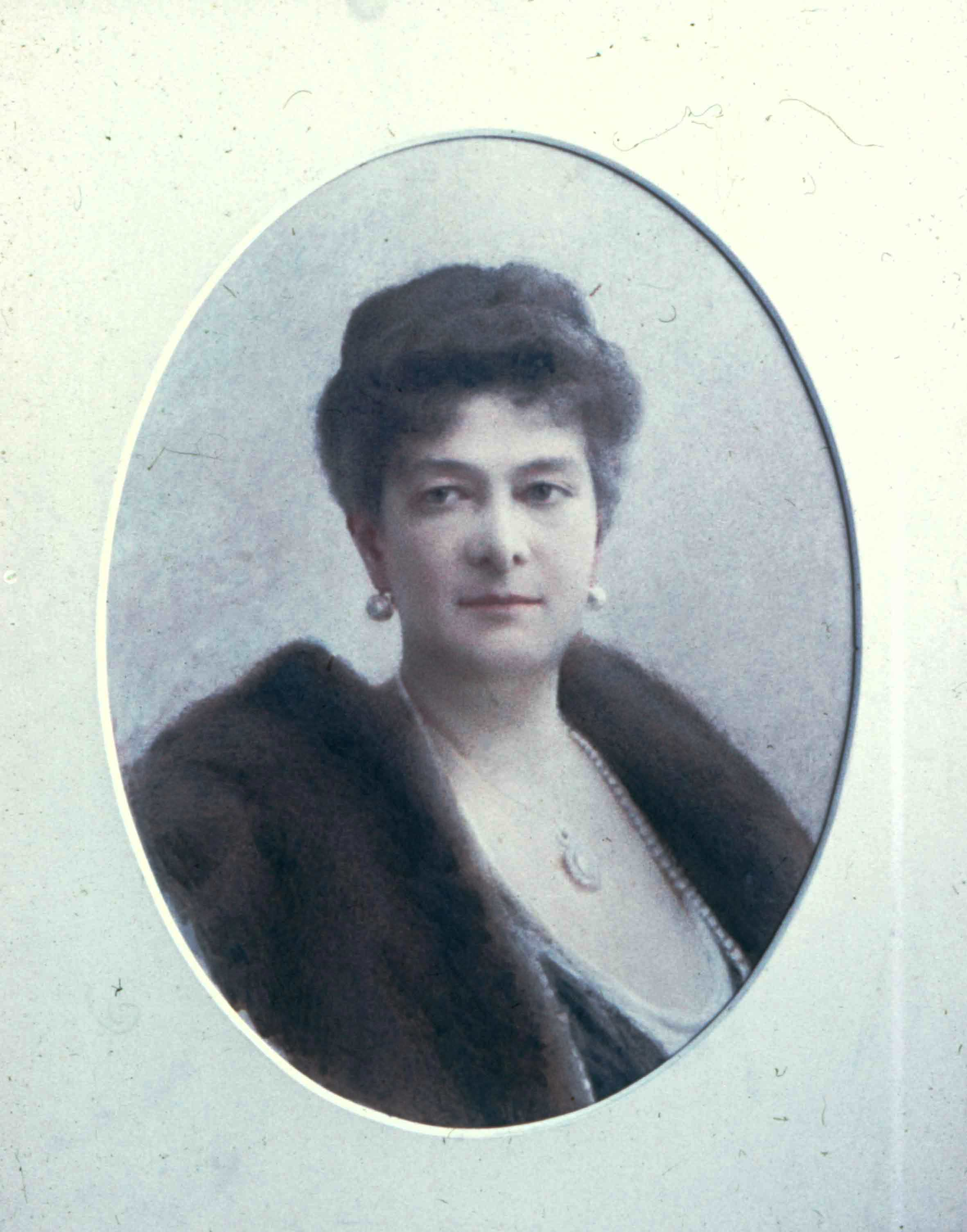
Duquesa Maria Luísa de Mecklemburgo-Schwerin
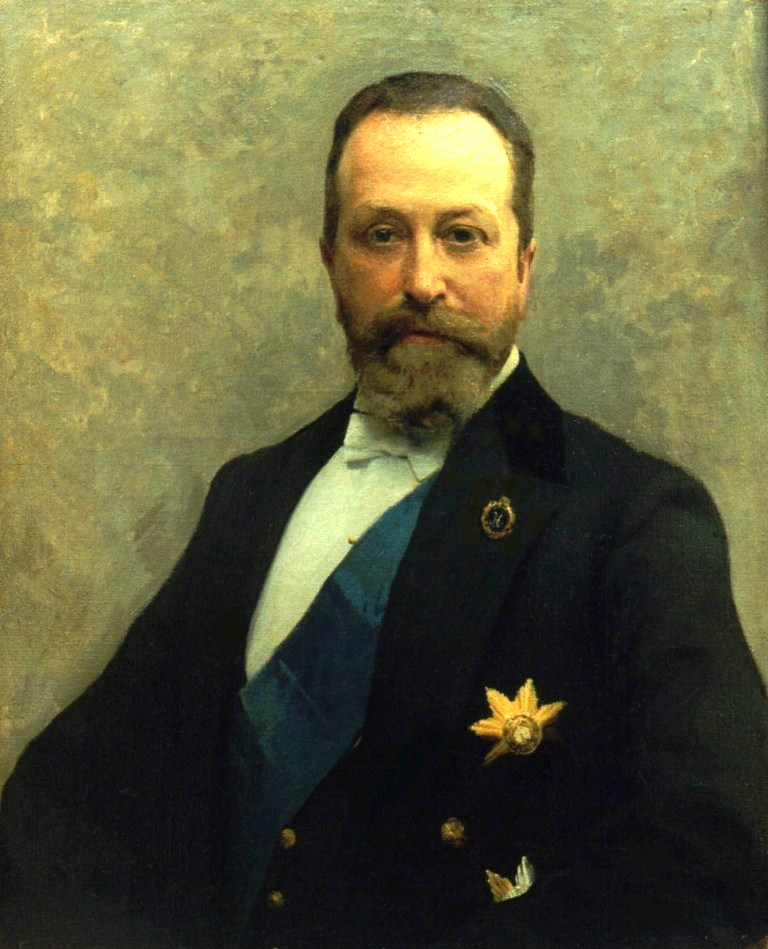
Vladimir Kokovtsov (Hermitage)
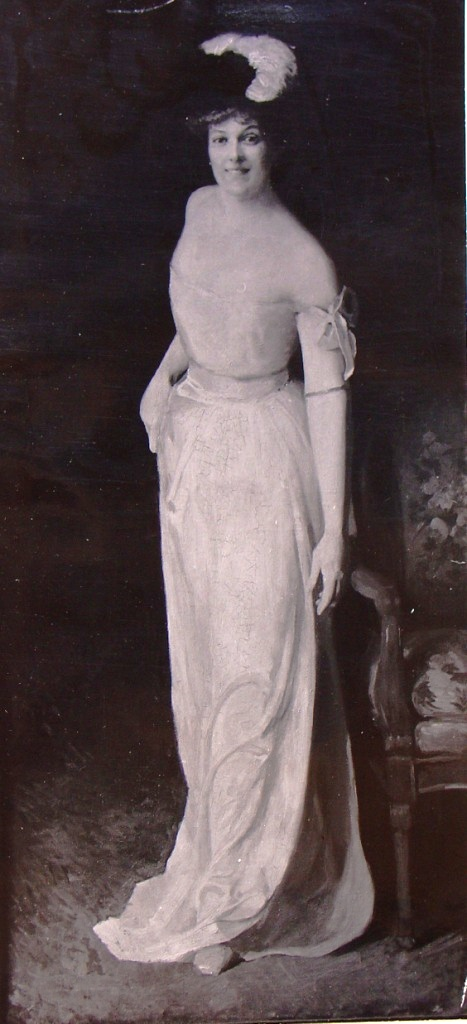
Bailarina Marie Petipa
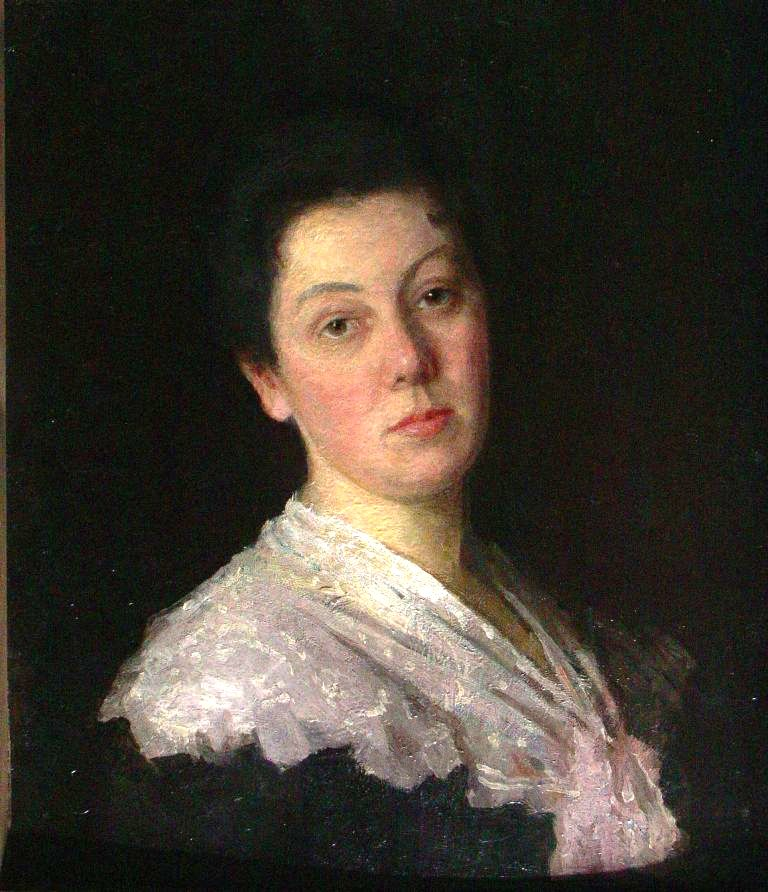
Alexandra Wiesel
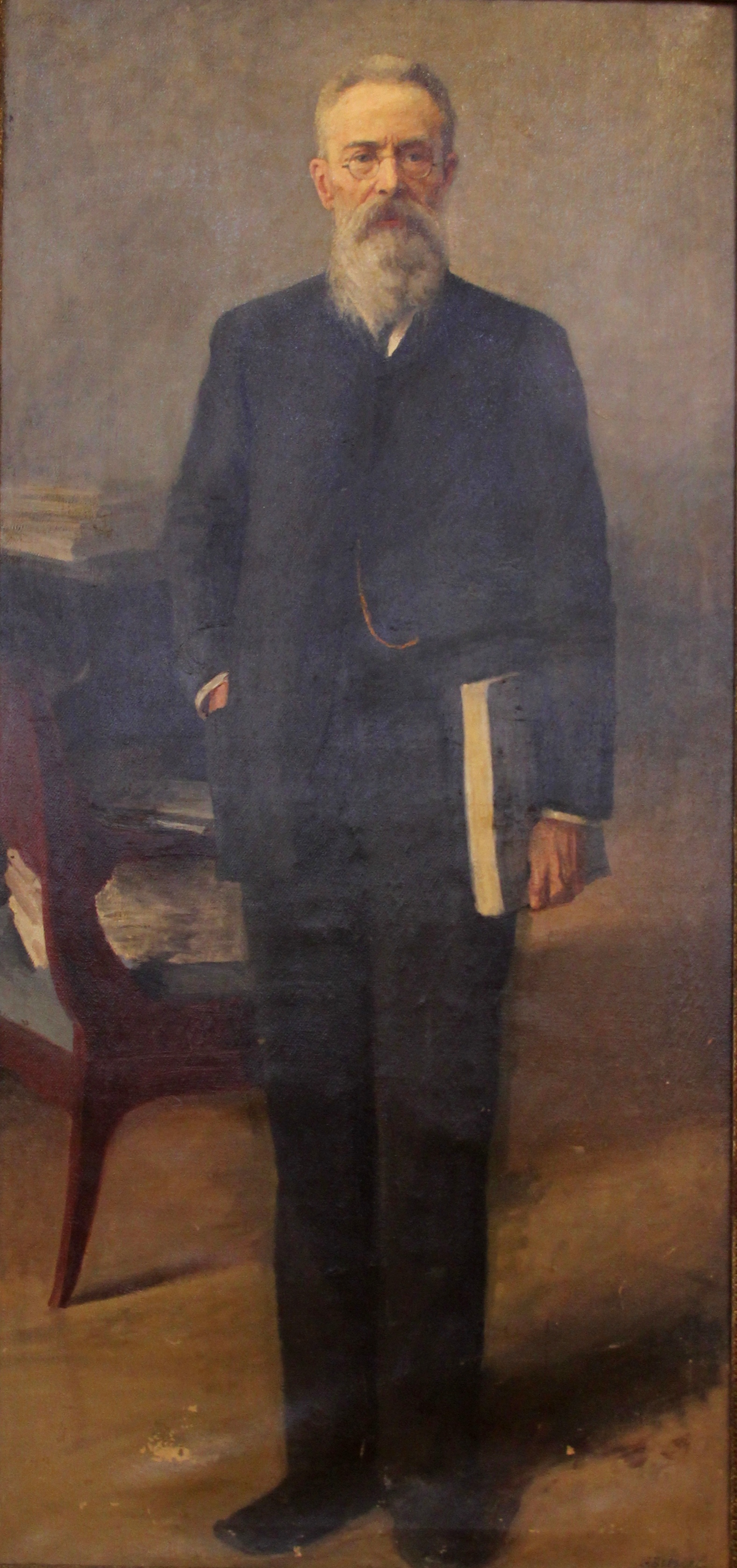
Nikolai Rimsky-Korsakov (Conservatório de São Petersburgo)
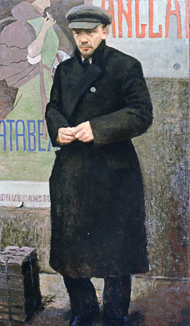
Vladimir Lenin. Moscou
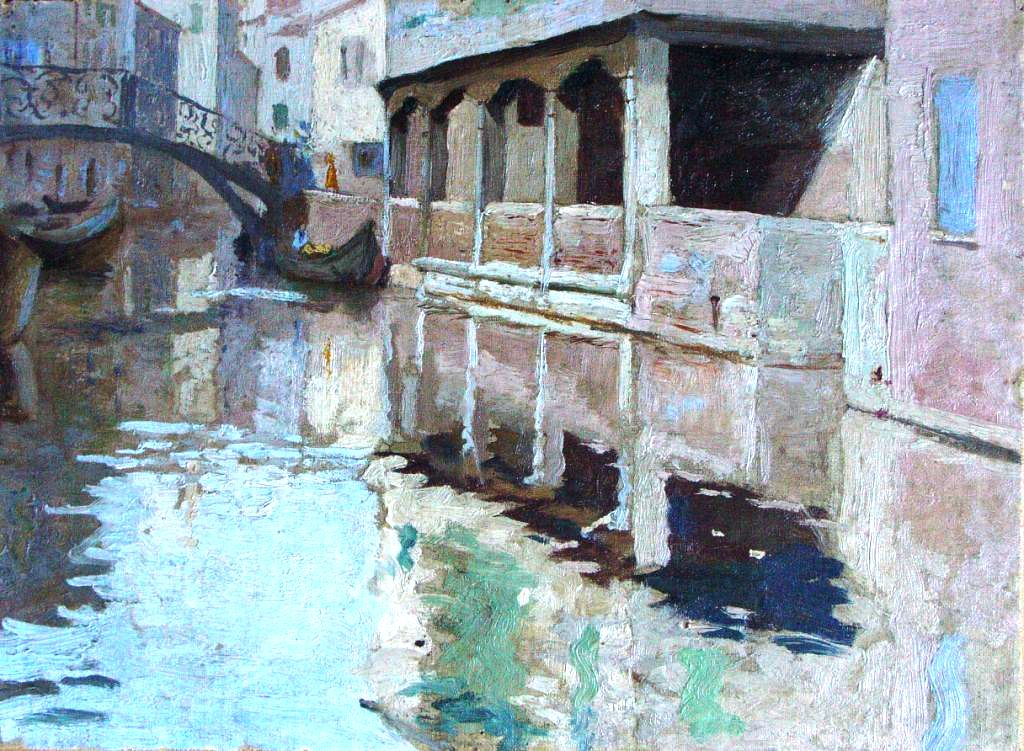
Veneza
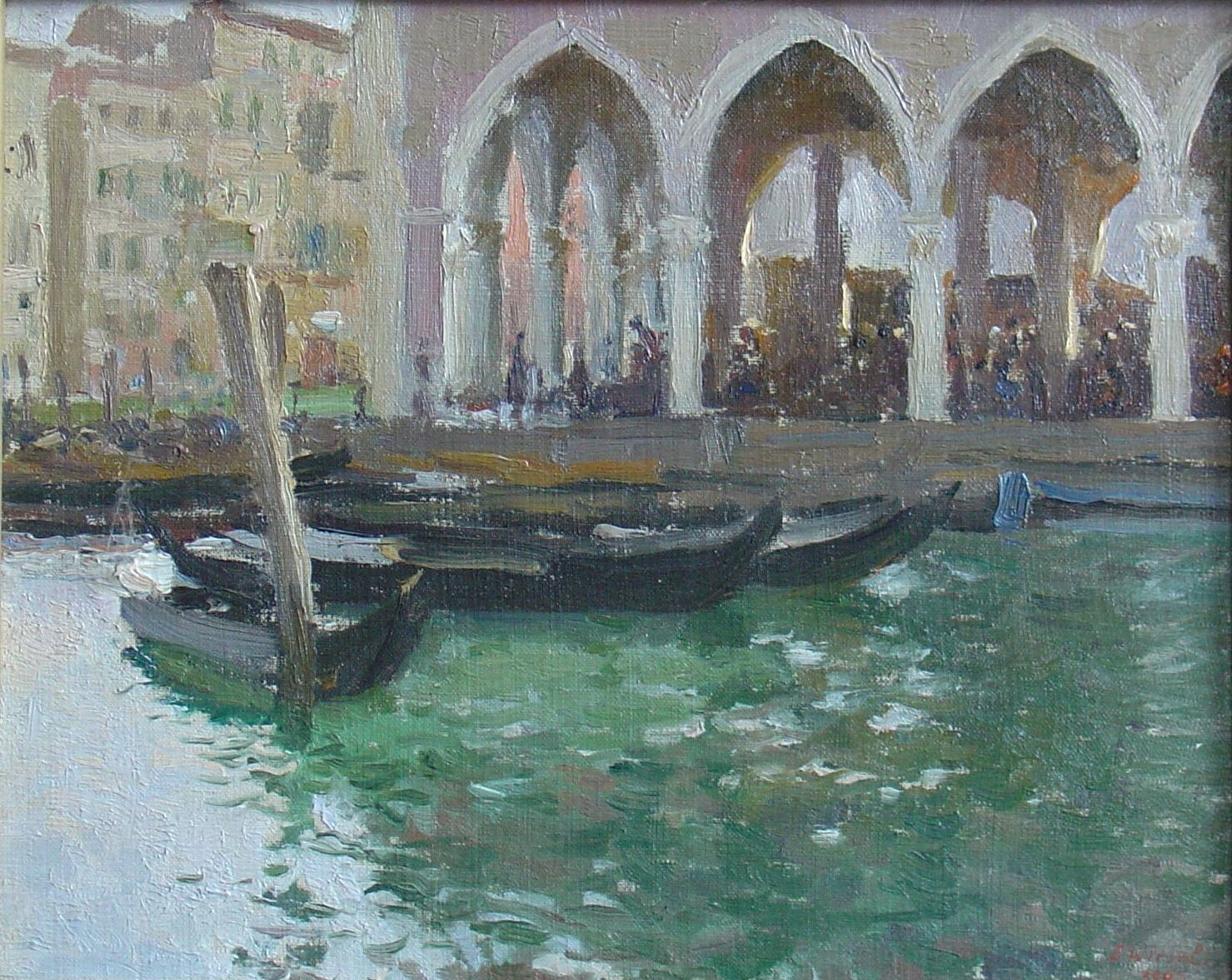
Veneza
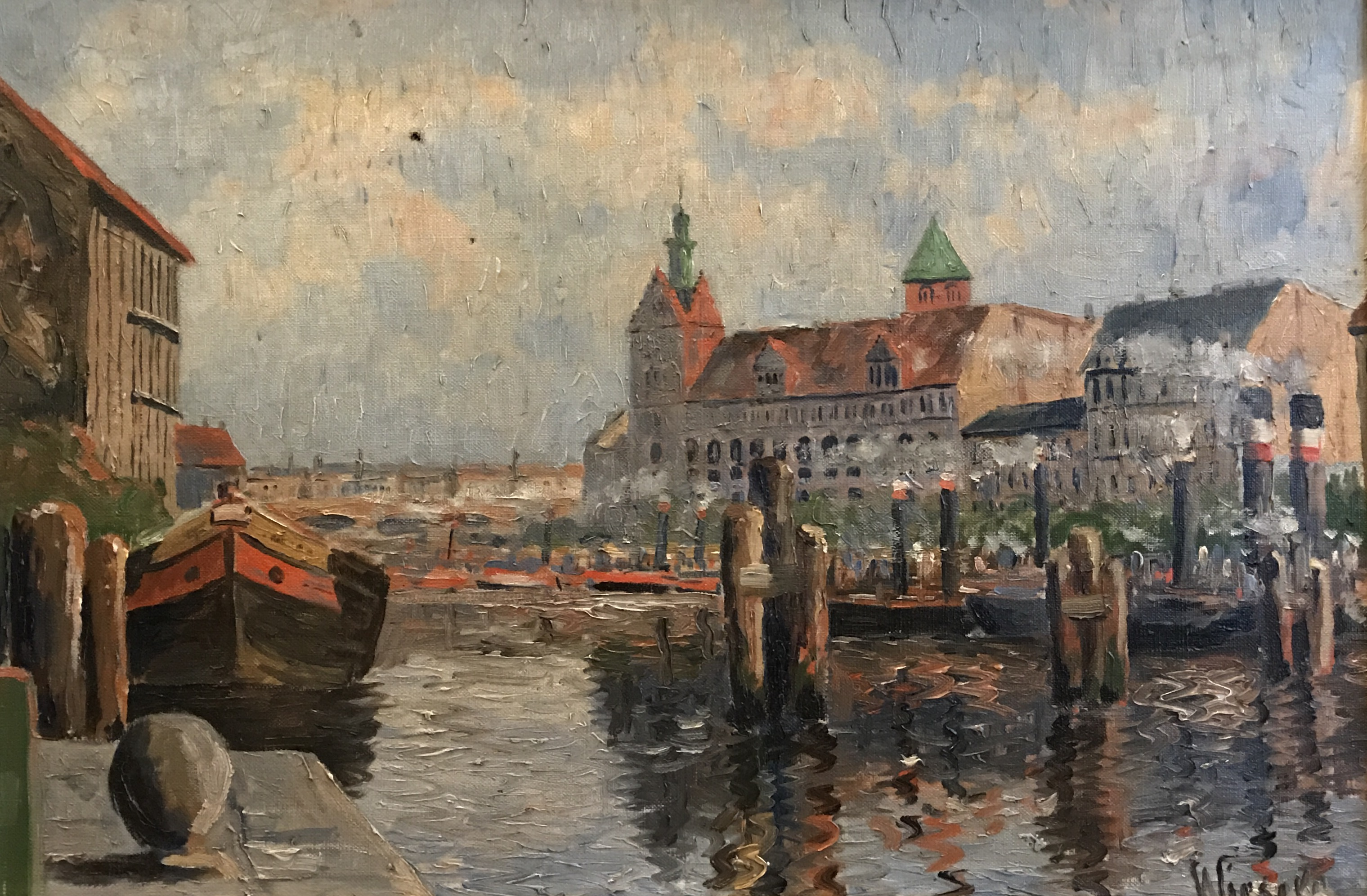
Veneza
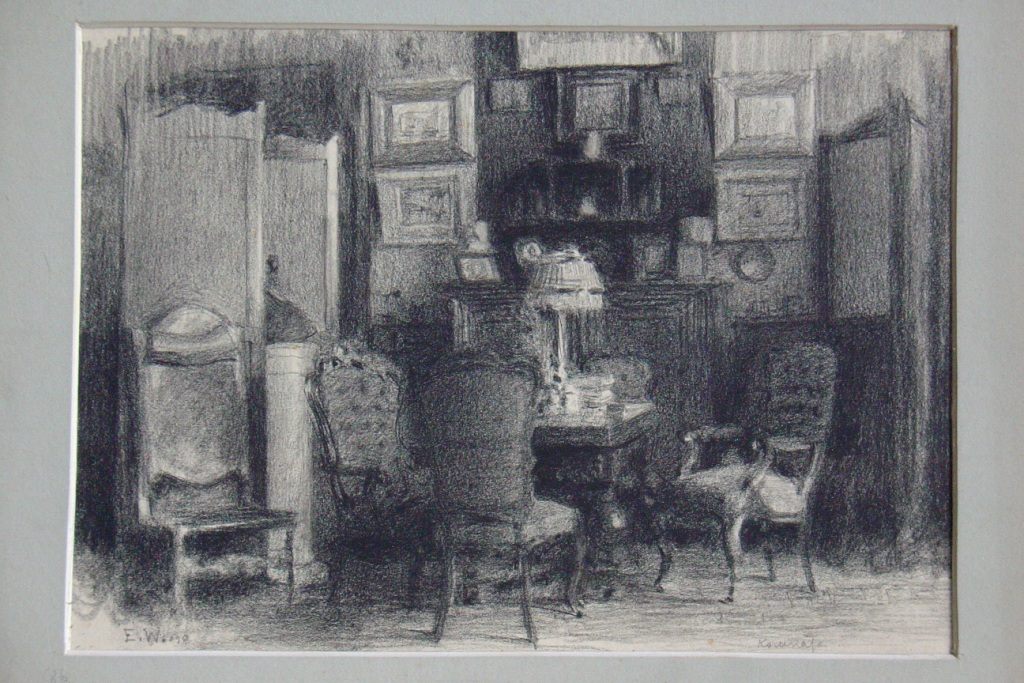
Apartamento de Emil na ilha de Vasilyevsky
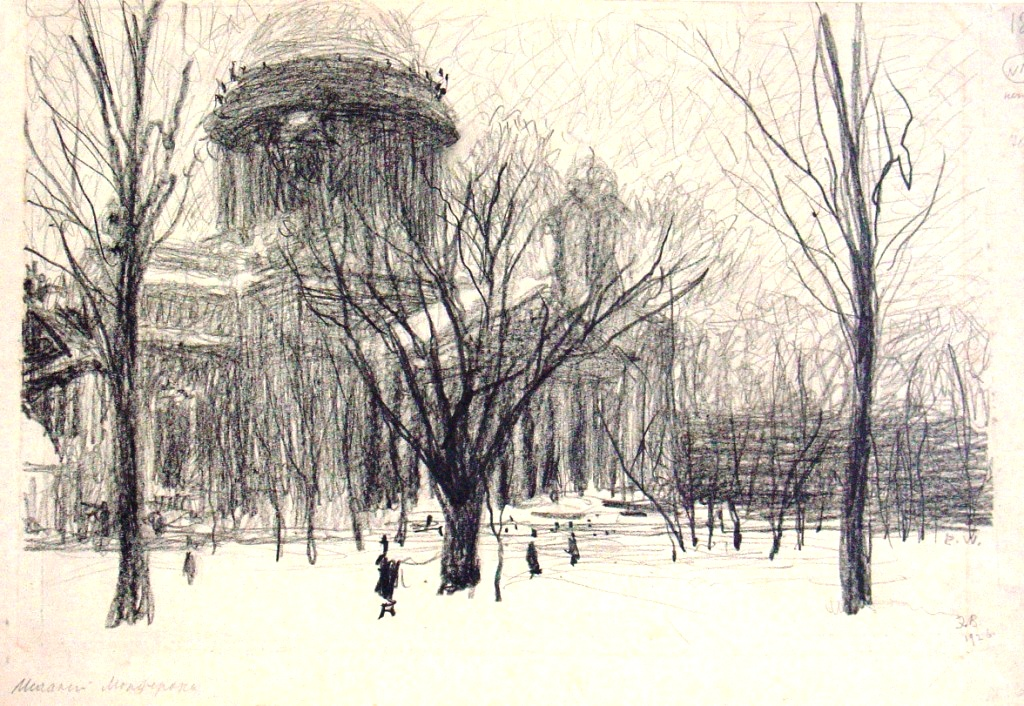
Catedral de Santo Isaac
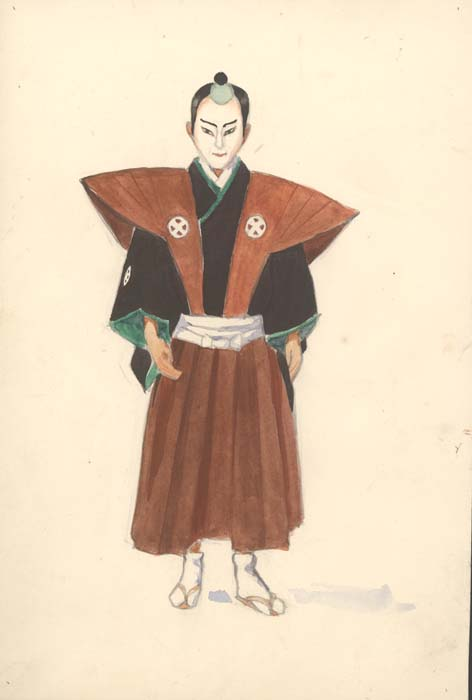
Rascunho de uma vestimenta do teatro Kabuki. Rússia 1928